# Tina Grube
Tina Grube (auch bekannt als Tina Harf, * 1962 in Berlin) ist eine deutsche Schriftstellerin.

## Leben
Tina Grube studierte von 1980 bis 1984 Gesellschafts- und Wirtschaftskommunikation an der Hochschule der Künste Berlin und arbeitete anschließend in mehreren Werbeagenturen, darunter in New York City, Amsterdam und Hamburg. Ihr erster Roman Männer sind wie Schokolade, erschien 1995 im S. Fischer Verlag. Weitere fünf Romane, hauptsächlich Liebesromane aus Sicht der Frau, erschienen bis 2005 bei Blanvalet und im Ullstein Verlag. Mit Männer sind wie Schokolade (1999) und Ich pfeif auf schöne Männer (2001) wurden bisher zwei ihrer Romane für das deutsche Fernsehen verfilmt. Ersterer wurde am 19. März 1999 und letzterer am 16. März 2001 ausgestrahlt, beide in der ARD.
Von 1995 bis 2020 war sie mit dem Managing Direktor der JAB Holding Peter Harf verheiratet.

## Werke
- 1995: Männer sind wie Schokolade, S. Fischer Verlag, 140 Seiten, ISBN 3-596-12689-4
- 1996: Ich pfeif' auf schöne Männer, S. Fischer Verlag, 197 Seiten, ISBN 3-596-13320-3
- 1998: Lauter nackte Männer, S. Fischer Verlag, 281 Seiten, ISBN 3-596-13768-3
- 1999: Schau mir bloß nicht in die Augen, Blanvalet, 380 Seiten, ISBN 3-7645-0079-4
- 2002: Das kleine Busenwunder, Ullstein Verlag, 175 Seiten, ISBN 3-548-25494-2
- 2005: Der Schokoholic, Blanvalet, 283 Seiten, ISBN 3-442-36297-0